# Wybory parlamentarne w Timorze Wschodnim w 2012 roku
Wybory parlamentarne w Timorze Wschodnim w 2012 roku odbyły się 7 lipca. Były to trzecie wybory parlamentarne zorganizowane w kraju po uzyskaniu niepodległości przez Timor Wschodni. Do zdobycia w wyborach było 65 mandatów w jednoizbowym parlamecie.  

## Wyniki
| Ugrupowanie          | Głosy   | %     | Mandaty |
| -------------------- | ------- | ----- | ------- |
| CNRT                 | 172 831 | 36,66 | 30      |
| FRETILIN             | 140 786 | 29,87 | 25      |
| Partia Demokratyczna | 48 851  | 10,31 | 8       |
| Frenti-Mudança       | 14 648  | 3,11  | 2       |
| Inne partie          | 94 273  | 19,52 | -       |
| Głosy nieważne       | 11 403  | 2,36  | -       |
| Łącznie              | 482 792 | 100%  | 65      |